# Wspaniałe stulecie: Sułtanka Kösem
Wspaniałe stulecie: Sułtanka Kösem (tur. Muhteşem Yüzyıl: Kösem, /muhteˈʃɛm ˈjyzjɯl cøˈsem/) – turecki serial telewizyjny, będący kontynuacją Wspaniałego stulecia. Scenariusz napisali Yılmaz Şahin i Nüket Bıçakçı. Fabuła opowiada o życiu Kösem, niewolnicy, która została porwana i wysłana do haremu Ahmeda I, by wkrótce zostać jedną z najpotężniejszych kobiet w Imperium Osmańskim.
Zdjęcia do pierwszego odcinka zostały nakręcone na greckiej wyspie Chios. Pierwszy pokaz odbył się w Cannes, na dorocznym festiwalu MIPCOM, około miesiąc przed oficjalną premierą na Star TV.
W Polsce serial emitowany od 25 kwietnia 2016 do 23 sierpnia 2018 na antenie TVP1.
5 maja 2017 twórca serialu Timur Savcı poinformował o zakończeniu produkcji wraz z drugą serią, która będzie liczyła 30 odcinków.

## Obsada
| Aktor                  | Rola                        | Opis roli | Serie |
| ---------------------- | --------------------------- | --- | ----- |
| Nurgül Yeşilçay        | Wielka Sułtanka Matka Kösem | Prawowita żona sułtana Ahmeda i matka większości jego dzieci, Valide Sultan dla swych synów sułtana Murada i sułtana Ibrahima. Trzykrotna regentka Imperium Osmańskiego, dla swoich synów: Murada IV i Ibrahima I oraz dla wnuka Mehemeda IV. | 2     |
| Beren Saat             | Wielka Sułtanka Matka Kösem | Prawowita żona sułtana Ahmeda i matka większości jego dzieci, Valide Sultan dla swych synów sułtana Murada i sułtana Ibrahima. Trzykrotna regentka Imperium Osmańskiego, dla swoich synów: Murada IV i Ibrahima I oraz dla wnuka Mehemeda IV. | 1     |
| Anastasia Tsilimpiou   | Wielka Sułtanka Matka Kösem | Prawowita żona sułtana Ahmeda i matka większości jego dzieci, Valide Sultan dla swych synów sułtana Murada i sułtana Ibrahima. Trzykrotna regentka Imperium Osmańskiego, dla swoich synów: Murada IV i Ibrahima I oraz dla wnuka Mehemeda IV. | 1     |
| Ekin Koç               | Sułtan Ahmed I              | Czternasty sułtan Imperium Osmańskiego, syn sułtanki Handan | 1     |
| Emin Gürsoy            | Sułtan Mustafa I            | Piętnasty sułtan Imperium Osmańskiego, syn sułtanki Halime | 2     |
| Alihan Türkdemir       | Sułtan Mustafa I            | Piętnasty sułtan Imperium Osmańskiego, syn sułtanki Halime | 1     |
| Boran Kuzum            | Sułtan Mustafa I            | Piętnasty sułtan Imperium Osmańskiego, syn sułtanki Halime | 1     |
| Taner Ölmez            | Sułtan Osman II             | Szesnasty sułtan Imperium Osmańskiego, syn sułtanki Mahfiruze, wychowywany przez sułtankę Kösem | 1     |
| Metin Akdülger         | Sułtan Murad IV             | Siedemnasty sułtan Imperium Osmańskiego, syn sułtanki Kösem | 2     |
| Çağan Efe Ak           | Sułtan Murad IV             | Siedemnasty sułtan Imperium Osmańskiego, syn sułtanki Kösem | 1     |
| Hülya Avşar            | Sułtanka Safiye             | Babka sułtana Ahmeda i sułtana Mustafy, matka sułtana Mehmeda III, księcia Iskendera i sułtanek: Fahriye, Hümaşah, Mihrimah oraz Fatmy | 1     |
| Tülin Özen             | Sułtanka Handan             | Konkubina sułtana Mehmeda III, matka sułtana Ahmeda, ukochana Dervişa Paszy | 1     |
| Aslıhan Gürbüz         | Sułtanka Halime             | Konkubina sułtana Mehmeda III, matka sułtana Mustafy i sułtanki Dilruby | 1     |
| Tugay Mercan           | Sułtan Ibrahim I            | Osiemnasty sułtan Imperium Osmańskiego, najmłodszy syn sułtanki Kösem, bliźniaczy brat sułtanki Atike | 2     |
| Rıdvan Aybars Düzey    | Sułtan Ibrahim I            | Osiemnasty sułtan Imperium Osmańskiego, najmłodszy syn sułtanki Kösem, bliźniaczy brat sułtanki Atike | 2     |
| Arda Kılıç             | Sułtan Ibrahim I            | Osiemnasty sułtan Imperium Osmańskiego, najmłodszy syn sułtanki Kösem, bliźniaczy brat sułtanki Atike | 1     |
| Berk Cankat            | Książę Iskender (Yahya)     | Zaginiony syn sułtanki Safiye, zakochany w sułtance Kösem | 1     |
| Doğaç Yıldız           | Książę Kâsım                | Trzeci syn sułtanki Kösem, jej ulubieniec. | 2     |
| Eymen Kaan Dipçim      | Książę Kâsım                | Trzeci syn sułtanki Kösem, jej ulubieniec. | 1     |
| Rüzgar Deniz Bayram    | Książę Kâsım                | Trzeci syn sułtanki Kösem, jej ulubieniec. | 1     |
| Burak Dakak            | Książę Mehmet               | Najstarszy syn sułtanki Kösem | 1     |
| Gülcan Arslan          | Sułtanka Fahriye            | Córka sułtanki Safiye, ukochana Mehmeda Giraya, żona Dervişa Paszy | 1     |
| Vildan Atasever        | Sułtanka Hümaşah            | Córka sułtanki Safiye, żona Hasana Paszy, a potem Zülfikara Paszy | 1     |
| Melisa Ilayda Özcanik  | Sułtanka Dilruba            | Córka sułtanki Halime, żona Davuda Paszy | 1     |
| Öykü Karayel           | Sułtanka Dilruba            | Córka sułtanki Halime, żona Davuda Paszy | 1     |
| Dilara Aksüyek         | Sułtanka Mahfiruze          | Konkubina sułtana Ahmeda, matka sułtana Osmana | 1     |
| Ayça Kuru              | Sułtanka Gülbahar           | Konkubina sułtana Ahmeda, matka księcia Bayezida | 1     |
| Sibel Taşçıoğlu        | Sułtanka Gülbahar           | Konkubina sułtana Ahmeda, matka księcia Bayezida | 2     |
| Berk Pamir             | Książę Bayezid              | Syn sułtana Ahmeda i sułtanki Gülbahar | 1     |
| Yiğit Uçan             | Książę Bayezid              | Syn sułtana Ahmeda i sułtanki Gülbahar | 2     |
| Sude Zulal Güler       | Sułtanka Ayşe               | Najstarsza córka sułtanki Kösem, żona Nasuha Paszy | 1     |
| Balım Gaye Bayrak      | Sułtanka Fatma              | Druga córka sułtanki Kösem | 1     |
| Çağla Naz Kargı        | Sułtanka Gevherhan          | Trzecia córka sułtanki Kösem, żona Topal Paszy, ukochana Silahtara | 1     |
| Aslı Tandoğan          | Sułtanka Gevherhan          | Trzecia córka sułtanki Kösem, żona Topal Paszy, ukochana Silahtara | 2     |
| Ece Çeşmioğlu          | Sułtanka Atike              | Najmłodsza córka sułtanki Kösem, bliźniacza siostra sułtana Ibrahima, żona Silahtara | 2     |
| Bahar Selvi            | Sułtanka Akile              | Córka Esad Efendiego, prawowita żona sułtana Osmana, matka księcia Mustafy i sułtanki Zeynep | 1     |
| Beste Kökdemir         | Sułtanka Meleksima          | Dziewczyna kupiona na targu niewolników przez sułtana Osmana, później jego konkubina i matka księcia Ömera | 1     |
| Kadir Doğulu           | Mehmed III Giray            | Chan krymski, brat Şahina Giraya, ukochany sułtanki Fahriye | 1     |
| Erkan Kolçak Köstendil | Şahin Giray                 | Krymski Chanzade, brat Mehmeda Giraya, spiskujący przeciw sułtanowi Ahmedowi, aby objąć tron osmański | 1     |
| Mehmet Kurtuluş        | Derviş Pasza                | Wielki wezyr, mąż sułtanki Fahriye, zakochany w sułtance Handan | 1     |
| Cihan Ünal             | Kuyucu Murad Pasza          | Sędziwy pasza, wielki wezyr po Dervişu Paszy | 1     |
| Salah Tolga Tuncer     | Nasuh Pasza                 | Sługa sułtanki Safiye, a później sułtanki Kösem, wielki wezyr po Muradzie Paszy, mąż sułtanki Ayşe | 1     |
| Şener Savaş            | Halil Pasza                 | Wielki wezyr po Kara Mehmedzie Paszy | 1–2   |
| Mustafa Üstündağ       | Davud Pasza                 | Mąż sułtanki Dilruby, wielki wezyr | 1     |
| Mete Horozoğlu         | Zülfikar Pasza              | Początkowo osmański żołnierz, później mąż sułtanki Hümaşah i wezyr | 1     |
| Levent Yılmaz          | Ebülmeyamin Mustafa Efendi  | Osmański şeyhülislam | 1     |
| Yaşar Karakulak        | Sunullah Efendi             | Osmański şeyhülislam | 1     |
| Halil Kumova           | Esad Efendi                 | Osmański şeyhülislam, ojciec sułtanki Akile | 1     |
| Muhammet Uzuner        | Mahmud Hüdayi               | Założyciel loży, w której mogą się ukryć prześladowani, sieroty i bezdomni, sprzymierzeniec sułtanki Kösem | 1     |
| Şahin Sekman           | Lala Ömer Efendi            | Nauczyciel i doradca sułtana Osmana, mąż Cennet Hatun | 1     |
| Zeljko Erkıç           | Enzo Efendi                 | Ojciec sułtanki Kösem i Yasemin Hatun | 1     |
| Emre Erçil             | Reyhan Ağa                  | Dawny zarządca haremu | 1     |
| Hakan Şahin            | Haci Mustafa Ağa            | Zarządca haremu, początkowo sługa sułtanki Handan, po jej śmierci zaczął służyć sułtance Kösem | 1–2   |
| Nadir Sarıbacak        | Bülbül Ağa                  | Eunuch haremowy, sługa sułtanki Safiye | 1     |
| İhsan Önal             | Süleyman Ağa                | Sługa sułtanki Safiye podburzający janczarów przeciwko sułtanowi Osmanowi | 1     |
| Ozan Ağaç              | Cebecibaşı Mansur Ağa       | Janczar, sługa Davuda Paszy, przywódca oddziału buntującego się przeciw sułtanowi Osmanowi | 1     |
| Cenk Suyabatmaz        | Kilindir Ağa                | Janczar, sługa Davuda Paszy, morderca sułtana Osmana | 1     |
| Nurinisa Yıldırım      | Dudu Hatun                  | Główna skarbniczka haremowa, służąca sułtanki Handan | 1     |
| Esra Dermancıoğlu      | Cennet Hatun                | Żona Ömera Efendiego, główna skarbniczka haremowa po Dudu Hatun, dawniej faworyta sułtana Mehmeda, początkowo służąca sułtanki Safiye, a później sułtanki Kösem                                                                               | 1     |
| Eylem Yıldız           | Menekşe Hatun               | Główna skarbniczka haremowa po Cennet Hatun, służąca sułtanki Halime, dawniej faworyta sułtana Mehmeda (podano jej zioła poronne) | 1     |
| Melis Kara             | Meleki Hatun                | Główna skarbniczka haremowa po Menekşe Hatun, służąca sułtanki Kösem, zakochana w księciu Iskenderze | 1     |
| Ahsen Eroğlu           | Meleki Hatun                | Główna skarbniczka haremowa po Menekşe Hatun, służąca sułtanki Kösem, zakochana w księciu Iskenderze | 1     |
| Şeyma Burcu Gül        | Meleki Hatun                | Główna skarbniczka haremowa po Menekşe Hatun, służąca sułtanki Kösem, zakochana w księciu Iskenderze | 2     |
| Ceyda Olguner          | Mahfiruz Hatun              | Faworyta sułtana Ahmeda | 1     |
| Tuğba Melis Türk       | Katarzyna Hatun             | Faworyta sułtana Ahmeda, szpieg sułtanki Safiye mający za zadanie osłabić pozycję sułtanki Kösem | 1     |
| Asya Türker            | Yasemin Hatun               | Siostra sułtanki Kösem, faworyta sułtana Ahmeda wysłana przez sułtankę Safiye, aby go otruć | 1     |
| Gizem Emre             | Yasemin Hatun               | Siostra sułtanki Kösem, faworyta sułtana Ahmeda wysłana przez sułtankę Safiye, aby go otruć | 1     |
| Ahmet Varlı            | Pinhan Ağa                  | Urojenie sułtana Mustafy | 1     |
| Sasha Perera           | Gölge Hatun                 | Służąca sułtanki Safiye, przyjaciółka sułtanki Kösem | 1     |
| Ebru Ünlü              | Eycan Hatun                 | Służąca sułtanki Kösem | 1     |
| Meray Ülgen            | Kalenderoğlu Mehmed         | Przywódca buntowników Celali | 1     |
| Patrycja Widlak        | Şayeste Hatun               | Nałożnica z haremu sułtana Ahmeda, początkowo przyjaciółka Mahfiruz Hatun, później przyjaciółka sułtanki Kösem | 1     |
| Hande Doğandemir       | Sułtanka Turhan             | Konkubina sułtana Ibrahima, matka Mehmeda IV i sułtanki Beyhan | 2     |
| Leyla Feray            | Sułtanka Ayşe               | Konkubina sułtana Murada i matka księcia Ahmeda, sułtanki Hanzade oraz sułtanki Kayi | 2     |
| Farah Zeynep Abdullah  | Sułtanka Farya              | Węgierska księżniczka, żona sułtana Murada, matka książąt Selima i Sulejmana | 2     |
| Müge Boz               | Sułtanka Telli Hümaşah      | Żona sułtana Ibrahima, matka księcia Orhana | 2     |
| Ece Guzel              | Sułtanka Dilaşub            | Konkubina sułtana Ibrahima, matka Sulejmana II | 2     |
| Firuze Gamze Aksu      | Sułtanka Muazzez            | Konkubina sułtana Ibrahima, matka Ahmeda II | 2     |
| Gizem Kala             | Sułtanka Zarife             | Konkubina sułtana Ibrahima, matka księcia Osmana | 2     |
| Ali Atakan Sönmez      | Książę Ahmed                | Syn sułtana Murada i sułtanki Ayşe | 2     |
| Nisa Sofiya Aksongur   | Sułtanka Hanzade            | Córka sułtana Murada i sułtanki Ayşe | 2     |
| Kayra Şenocak          | Topal Recep Pasza           | Mąż sułtanki Gevherhan, wielki wezyr | 2     |
| Cengiz Okuyucu         | Tabanıyassı Mehmed Pasza    | Wielki wezyr po Topal Paszy | 2     |
| Asil Büyüközçelik      | Ladikli Bayram Pasza        | Wielki wezyr po Tabanıyassı Mehmedzie Paszy | 2     |
| Eren Şenocak           | Książę Selim                | Syn sułtanki Gevherhan i Topal Paszy | 2     |
| Berke Karabıyık        | Książę Selim                | Syn sułtanki Gevherhan i Topal Paszy | 2     |
| Ismail Filiz           | Abchaz Mehmed Pasza         | Bejlerbej Bośni | 2     |
| Ferhat Ismail Demirci  | Łucznik Mustafa Ağa         | Sługa sułtana Murada, admirał, a później wielki wezyr (po Tayyar Mehmedzie Paszy), zakochany w sułtance Kösem | 2     |
| Caner Cindoruk         | Silahtar Mustafa Ağa        | Szambelan, przyjaciel sułtana Murada, ukochany sułtanki Atike, zakochany w sułtance Gevherhan | 2     |
| Engin Benli            | Sinan Pasza                 | Jeden z członków Dywanu, zdrajca Imperium Osmańskiego | 2     |
| Metin Belgin           | Ahizade Hüseyin Efendi      | Osmański şeyhülislam | 2     |
| Şemsi İnkaya           | Zekeriyazade Yahya Efendi   | Osmański şeyhülislam | 2     |
| Ali Düşenkalkar        | Cinci Hüseyin Hoca          | Przyjaciel sułtana Ibrahima | 2     |
| Necip Memili           | Evliya Çelebi               | Turecki uczony, przyjaciel sułtana Murada | 2     |
| Ushan Çakır            | Hezarfen Ahmed Çelebi       | Turecki uczony, przyjaciel sułtana Murada | 2     |
| Murat Atik             | Cornelius                   | Ksiądz stojący na czele spisku przeciw Imperium Osmańskiemu | 2     |
| Alma Terzic            | Ester Hatun                 | Kobieta zarządzająca majątkiem sułtanki Kösem, zakochana w Silahtarze | 2     |
| İdil Yener             | Lalezar Kalfa               | Główna skarbniczka haremowa po Meleki Hatun, służąca sułtanki Kösem | 2     |
| Burcu Gül Kazbek       | Melek Kalfa                 | Służąca sułtanki Faryi, a potem sułtanki Atike | 2     |
| Çağri Müftüoğlu        | Narin Kalfa                 | Służąca sułtanki Ayşe | 2     |
| Emmanuel Mele Jason    | Zeynel Ağa                  | Sługa sułtanki Gülbahar | 2     |
| Mustafa Kırantepe      | Beynam Ağa                  | Pałacowy kucharz, pracownik w tawernie | 2     |
| Sezgi Sena Akay        | Sanavber Hatun              | Faworyta sułtana Murada | 2     |
| Gümeç Alpay Aslan      | Şivekar Hatun               | Faworyta sułtana Ibrahima | 2     |
| Begüm Tabak            | Elanur Hatun                | Ukochana księcia Kasıma z haremu sułtana Murada | 2     |
| Elif Gizem Aykul       | Afitap Hatun                | Nałożnica z haremu sułtana Murada | 2     |

## Wersja polska
Za opracowanie wersji polskiej odpowiedzialna jest Telewizja Polska. Dialogi tłumaczy Anna Mizrahi (tłumaczka kilku książek tureckiego noblisty Orhana Pamuka). Lektorem serialu jest Stanisław Olejniczak, natomiast odcinki 121-123 czytał Marek Ciunel.

## Tytuł serialu
W pierwszych sześciu odcinkach (w Polsce odcinki 1-16) serial posiada podtytuł „Başlangıç” (pol. Początek), jednak w Polsce nie został on przetłumaczony. To właśnie w tych odcinkach postać Sułtanki Kösem była odtwarzana przez Anastasię Tsilimpiou. W kolejnych odcinkach dopisek tytułu został usunięty. Począwszy od drugiej serii produkcja posiada podtytuł „Bağdat Fatihi IV. Murad” co można przetłumaczyć jako Zdobywca Bagdadu – Murad IV. Podtytuł ten był obecny w odcinkach 31-57, a w ostatnich trzech odcinkach został usunięty. W Polsce, w odcinkach 86-168, serial nosi nazwę Wspaniałe stulecie: Sułtanka Kösem – Murat IV.

## Spis serii
| Seria | Odcinki    | Odcinki     | Premierowa emisja | Premierowa emisja | Premierowa emisja | Premierowa emisja |
| Seria | Turcja     | Polska      | Rozpoczęcie       | Zakończenie       | Rozpoczęcie       | Zakończenie       |
| ----- | ---------- | ----------- | ----------------- | ----------------- | ----------------- | ----------------- |
| 1     | 1–30 (30)  | 1–84 (84)   | 12 listopada 2015 | 9 czerwca 2016    | 25 kwietnia 2016  | 28 września 2016  |
| 2     | 31–60 (30) | 85–168 (84) | 18 listopada 2016 | 27 czerwca 2017   | 13 lutego 2017    | 23 sierpnia 2018  |

## Emisja w Polsce
15 marca 2016 stacja TVP1 potwierdziła, iż zamierza wyemitować kontynuację Wspaniałego stulecia. Serial zadebiutował 25 kwietnia 2016 o godzinie 15:50 na kanale TVP1, która to w tym samym paśmie emitowała serial Wspaniałe stulecie oraz jego kulisy Wspaniałe stulecie – Tajemniczy świat. Po tygodniu emisji, od 4 maja 2016 począwszy od odcinka 6, wyświetlanie serialu zostało przeniesione na godzinę 18:35. 10 czerwca 2016 po wyemitowaniu trzydziestu odcinków, emisja pierwszej serii została przerwana na okres wakacyjny. Serial zastąpiono powtórkami serialu Wspaniałe stulecie. W dniach 13–15 czerwca wyemitowano odcinki 104-109 (dwa razy dziennie o godz. 15.50 oraz 18.35). Od 16 czerwca 2016 na życzenie widzów premierową emisję Sułtanki Kösem wznowiono począwszy od odcinka 31 (premiera o godzinie 18:35). Ostatni odcinek pierwszej serii został wyemitowany 28 września 2016.
Po zakończeniu emisji premierowych odcinków, od dnia 29 września 2016 w tym samym paśmie, rozpoczęto emisję tureckiego serialu Królowa jednej nocy, a później również portugalskiego pt. Złote serce. W międzyczasie (od 23 września 2016 do 23 stycznia 2017) Sułtanka Kösem była powtarzana na antenie TVP Seriale.
31 stycznia 2017 ogłoszono, że stacja TVP1 zamierza wyświetlić drugą serię. Po wyemitowaniu 35 odcinków serialu Złote serce emisję przeniesiono na godzinę 16:05, aby od 13 lutego druga seria Sułtanki Kösem była nadawana w tym samym paśmie co pierwsza. Emisja trwała do 28 kwietnia 2017, kiedy to po wyświetleniu 48 odcinków (odcinki 85–132) emisję zawieszono z powodów licencyjnych. Od 4 maja 2017 serial został zastąpiony przez inną turecką produkcję, Zranioną miłość. Emisja pozostałych 36 odcinków (odcinki 133–168) została wznowiona 2 lipca 2018 w paśmie o godz. 16.05. Ostatni odcinek został wyemitowany 23 sierpnia 2018 roku.